# Богоявленский собор (Ногинск)
Богоявле́нский собо́р — православный храм в историческом центре города Ногинска (Богородска) Московской области, на правом берегу реки Клязьмы. Главный храм Богородского благочиния Балашихинской епархии Русской православной церкви.
Главный престол освящён в честь праздника Богоявления Господня (19 января).

## Описание собора

### Архитектура
Собор представляет собой крестово-купольный храм в стиле позднего классицизма (ампира) с четырёхъярусной колокольней. Средокрестие храма венчается цилиндрическим барабаном-фонарём, покрытым купольной главой. Фасадная часть трансепта оформлена фронтоном, окнами, дверьми и пилястрами, Восточная часть храма завершается крупной алтарной апсидой. К центральной части (нефу) пристроены два придела, позволяющие по праздникам совершать по несколько литургий. Основной вход в храм перекрывается высокими деревянными резными дверьми с арочным оконным завершением.
Колокольня украшена колоннами, под её куполом размещены работающие механические часы с циферблатами по четырём сторонам. Звонница состоит из десяти колоколов: двух благовестников (основного западного и северного), пяти подзвонников и трёх зазвонников.
В тёмное время суток архитектура храма подчёркивается художественной подсветкой.

### Святыни и внутреннее убранство
Главный алтарь отделён от пространства храма резным четырёхъярусным иконостасом, под куполом подвешено великолепное семиярусное паникадило с образами. Солея центрального иконостаса отделяется ажурной позолоченной оградкой. Придельные алтари перекрыты трёхъярусными резными иконостасами на солеях лежат ковры, а над залами подвешены красивые позолоченные люстры. Между северным приделом и проходом к главному алтарю установлена рака с мощами Константина Богородского. Стены прохода оформлены единым стройным рядом икон, остеклённых с резными рамками и резным основанием. Своды храма пока не расписаны, а от дороеволюционной росписи сохранился почитаемый прихожанами Тихвинский образ Божией Матери.
Особенно почитаемые иконы храма: Казанская икона Божией Матери, иконы святителя Николая, Новгородских святых с частицами мощей и святого праведного воина Феодора (Ушакова) с частицей мощей, образ Богоматери «Неупиваемая Чаша». В алтаре хранится Владимирская икона Божией Матери принадлежавшая отцу Константину.
В северной части храма за алтарём, находится баптистерий с крупным мраморным бассейном. В южной части располагается небольшое подсобное помещение.
В храме четыре огороженных деревянных клироса, два центральных из них с наклонными кафедрами. К западным стенам и клиросам приставлены лавочки для немощных. Вдоль стен притвора установлены свечные ящики, вешаются объявления, здесь же входы в подсобные помещения и выход на лестницу колокольни. Половое покрытие в храме оформлено стойкими мраморными, а по центральным линиям от Царских врат — гранитными плитами. Из гранитных плит изготовлены и подоконники. В светлое время храм хорошо освещён естественным светом, в тёмное время используется электрическое освещение. Отопление централизованное, храм оборудован принудительной вентиляцией. На основные праздники, при большом стечении народа, используется звуковая система, передающая молитву и хоровое пение в отдалёные уголки храма и на улицу.
Храм может вместить до 2,5 тысяч посетителей, и на большие праздники в храме бывает до 1700 человек.
В данный момент собор расписывают.

### Храмовая территория
В состав соборного комплекса входят сам храм, часовня-храм с церковной лавкой и богато украшенным крупным Тихвинским образом внутри, двухэтажное здание-сторожка, двухэтажное здание трапезной, двухэтажный с мансардами корпус гимназии, двухэтажное здание воскресной школы, каменно-металлическая ограда.

## Современная жизнь собора
Храм открыт с 7:00 до 18:30 ежедневно (по воскресениям и праздникам с 5:00, перед ними до 19:00).
Богослужение ежедневное. 8:10 — литургия (в воскресение и основные великие праздники в 6:10 и в 9:10) (начало Евхаристии за полчаса), после литургии — молебен, панихида, чин погребения. В 16:00 — вечернее богослужение (вечерня, утреня или всенощное бдение). На Рождество Христово, Богоявление и Пасху литургии совершаются ночью.
Во время Великого поста по обычным понедельникам, вторникам и четвергам литургия не совершается.
Таинство Исповеди совершается на всенощной в субботы и предпраздничные дни (с 16:00), а также непосредственно перед литургией.
Таинства крещения и венчания совершаются по предварительной записи и с обязательной беседой со священником. Беседы проводятся в пятницу в 18:00 в актовом зале. Кроме елеосвящения над больными, во время постов совершается общее елеосвящение (соборование).
Еженедельно по воскресеньям по окончании вечернего богослужения у мощей служится акафист святому Константину Богородскому.
Еженедельно по вторникам, кроме Великого поста, по вечернему богослужению читается акафист перед чтимой иконой Божией Матери Неупиваемая Чаша.
Престольные праздники: Крещение Господне — 19 января, Покров Пресвятой Богородицы — 14 октября, День святителя Николая — 19 декабря.
Особые дни: день памяти Константина Богородского — 2 октября и Собор новомучеников Богородских — 20 ноября.
К храму приписаны:
- Храм Константина Богородского (Октябрьский)
- Храм блаженной Матроны (Захарово) (строительство 2011 год)
- Храм святителя Николая (Богородское кладбище, деревня Тимохово)
- Храм Владимирской иконы Божией Матери (Спасательный центр МЧС)
- Домовой храм мученицы Татианы (городской следственный изолятор)
- Домовой храм благоверного князя Александра Невского (дом престарелых)
- часовня Тихвинской иконы Божией Матери (на территории собора)
- часовня памяти павших в Великой Отечественной войне (на площади Победы)
- часовня святителя Николая (Глухово)
- часовня святителя Николая.

### Священнослужители на 2017 год
- Настоятель: протоиерей Марк Ермолаев
- Священники: Олег Волков, Олег Бодров, Андрей Воронцов, Артемий Колягин, Олег Сиротенко, Сергий Тыртов, Алексий Кутейников.

### Общественная деятельность
При храме действует бесплатная воскресная школа для детей от 5 до 14 лет. Занятия проводятся в специальном здании по воскресеньям с 12-20: Закон Божий, духовно-эстетическое воспитание, хоровое пение, народное творчество, рукоделие, основы туризма. Запись по воскресеньям с 11:00 до 15:00 в здании воскресной школы.
Для всех желающих по пятницам с 17 до 19 часов в актовом зале работает взрослая воскресная школа, занятия построены в форме тематических бесед. Преподаватели — протоиерей Игорь Гагарин и священник Андрей Фёдоров.
Ежедневно с 11:00 до 12:00 для малоимущих открыты двери в благотворительной столовой при храме.
При храме работают православная гимназия и православный детский сад. В рамках молодёжного центра организуются молодёжные туристические и спортивные лагеря. Действует и паломническая служба.
Организовано благотворительное общество «Милосердие», посещаются приюты, больницы, дома инвалидов и престарелых, осуществляется поддержка и окормление заключённых.
Работает художественно-иконописная мастерская, принимаются заказы на изготовление икон, проводится обучение детей с понедельника по пятницу с 14:40 до 16:00 рисунку (в понедельник — история искусств), для взрослых занятия с 18:00 до 20:00 по понедельникам (рисунок) и вторникам (живопись).
Издается и распространяется ежемесячная газета «Воскресение и жизнь» тиражом 14 тыс. экз. В газете освещается жизнь благочиния, творчество прихожан, наставления и проповеди. Работает звуковая и видео «Студия Богородск», община участвует в записях ежедневной просветительской программы, вещающей на городском радиоканале 104,9 МГц с 11:00 до 12:00.
По понедельникам, средам, воскресениям (с 12:00 до 14:00) и субботу (с 11:00 до 13:00) работает библиотека и видеотека с видеозалом, запись по паспорту.

## История храма
Согласно грамоте Василия Ивановича, в 1506 году земли современного храма были жалованы церкви. По историческим документам[каким?] известно, что в 1628 году на этом месте стоял деревянный храм Святителя Николая.
В 1755—1767 годах на средства прихожан был построен новый каменный храм во имя Богоявления с приделом Святителя Николая.
В 1822—1824 годах к храму была пристроена большая трапезная с приделами: справа — Покрова Пресвятой Богородицы, слева — святителя и чудотворца Николая, построена двухъярусная колокольня и каменная часовня с помещением для сторожей.
С 1830-х годов и до конца века основным благотворителем храма был местный промышленник Анисим Елагин и его дети, в основном при их поддержке осуществлено расширение храма, роспись, построена ограда. Другими значительными благотворителями была семья фабриканта Шибаева.
В 1834 году был построен двухэтажный корпус, в нижнем этаже колокольни было размещено Богородское духовное правление. Постройки были возведены тщанием настоятеля протоиерея Нестора Архангельского и старосты Панкратия Старкова.
В 1853 году по прошению прихожан митрополит Московский и Коломенский Иннокентий на месте храма разрешил построить новый, более просторный собор. Новый собор был освещён 5 сентября 1876 года при настоятеле Димитрии Иерапольском.
В 1885—1886 годах колокольня надстроена третьим звонным ярусом. И в 1890 году на колокольню был поднят колокол весом 1250 пудов (20 тонн) — самый крупный в уездных городах России.
В 1891 году в молебне о долголетии царского дома участвовали гости города князь Сергей Александрович с супругой, новомученицей Елизаветой Фёдоровной.
В 1895 году настоятелем собора назначен активный церковный деятель Константин Алексеевич Голубев.
В 1902 году собор был расширен по проекту Николая Струкова. В начале века собору кроме храма принадлежало : две каменные часовни, два двухэтажных каменных дома, пожертвованных прихожанами, одноэтажный деревянный церковный дом, деревянный дом-сторожка (1896) и кирпичный сарай.
По клировым ведомостям в 1902 году прихожан храма насчитывалось около 2,5 тысяч человек.
Долгие годы сохранялась традиция — по разу в год, перед праздниками, ходом приносили чудотворные иконы «Лобзание Христа Иудой» из Берлюковской пустыни и Иерусалимскую Богоматерь из Бронниц.
Особенными днями для собора и города стали 12 и 13 мая 1918 года, когда на всенощной служили патриарх Тихон и будущий патриарх Сергий, в округе города служили ещё 6 архипастырей, а по окончании литургии 13 числа был совершён крестный ход в котором участвовало более 100 тысяч богомольцев. Однако к тому времени власть отходила к богоборцам и уже осенью 1918 года настоятель храма отец Константин был арестован и принял мученическую кончину.
С 1918 года настоятелем собора стал Николай Александрович Сперанский, в 1933 году был арестован первый раз, 21 августа 1937 года повторно, а 13 октября расстрелян на Бутовском полигоне.
В 1921—1925 году был Кафедральным собором епископов Богородских (единоверческих), викариев Московской епархии — Никанора (Кудрявцева) и Платона (Руднева).
В 1923—1925 году на клиросе в архиерейском хоре пел будущий патриарх Пимен. В 1924—1925 годах проведён ремонт на сумму более 8 тысяч рублей (значительная для того времени сумма).
Во второй половине 1920-х годов с колокольни были сброшены все 13 колоколов, в том числе и двадцатитонник, разбившийся при падении на мелкие части.
Осенью 1937 года был арестован весь церковный совет собора и новый настоятель Сергий Зернов, чуть позже был арестован и расстрелян сменивший его священномученик Сергий Константинович Махаев, среди арестованных был и мученик Николай Андреев служивший в храме с 1917 года, в декабре его расстреляли. Дни памяти Сергия Махаева — 19 ноября, Николая — 27 ноября; поминаются они на соборе новомучеников Российских, на соборе бутовских новомучеников и на местном соборе новомучеников Богородских — 20 ноября.
В 1938 году божественные службы прекратились, храм стал служить материальным целям — было организовано сапоговаляльное и красильное производство, открыта газораздаточная станция.
В 1953 году Ногинский исполком предпринял попытку сломать купола и разобрать колокольню, но храм удалось сохранить.
В 1989 году собор вновь освящён, возобновлены службы и начато постепенное восстановление храма.
В 1991 году на пути из Москвы в Дивеево, крестным ходом при большом стечении народа, по городу и рядом с храмом пронесли мощи преподобного Серафима Саровского.
С 1989 до 1997 года настоятелем храма был архимандрит Адриан (Старина), перешедший в 1993 году в лоно Украинской православной церкви Киевского патриархата, религиозная община которой и поныне существует в Ногинске. В ноябре 1997 года Адриан Русской православной церковью лишён сана, храм был возвращён Русской православной церкви.
2 октября 2004 года в храм были перенесены мощи Константина Богородского.